# Haus Sydow
Haus Sydow, auch Villa Anna (noch unter Paradiesstraße 10) bzw. Villa Madelon [Madelon: französischer (piktavischer (poitevinischer)) weiblicher Vorname, der dem deutschen Magdalena entspricht], steht in der Paradiesstraße 36 im Stadtteil Niederlößnitz der sächsischen Stadt Radebeul.

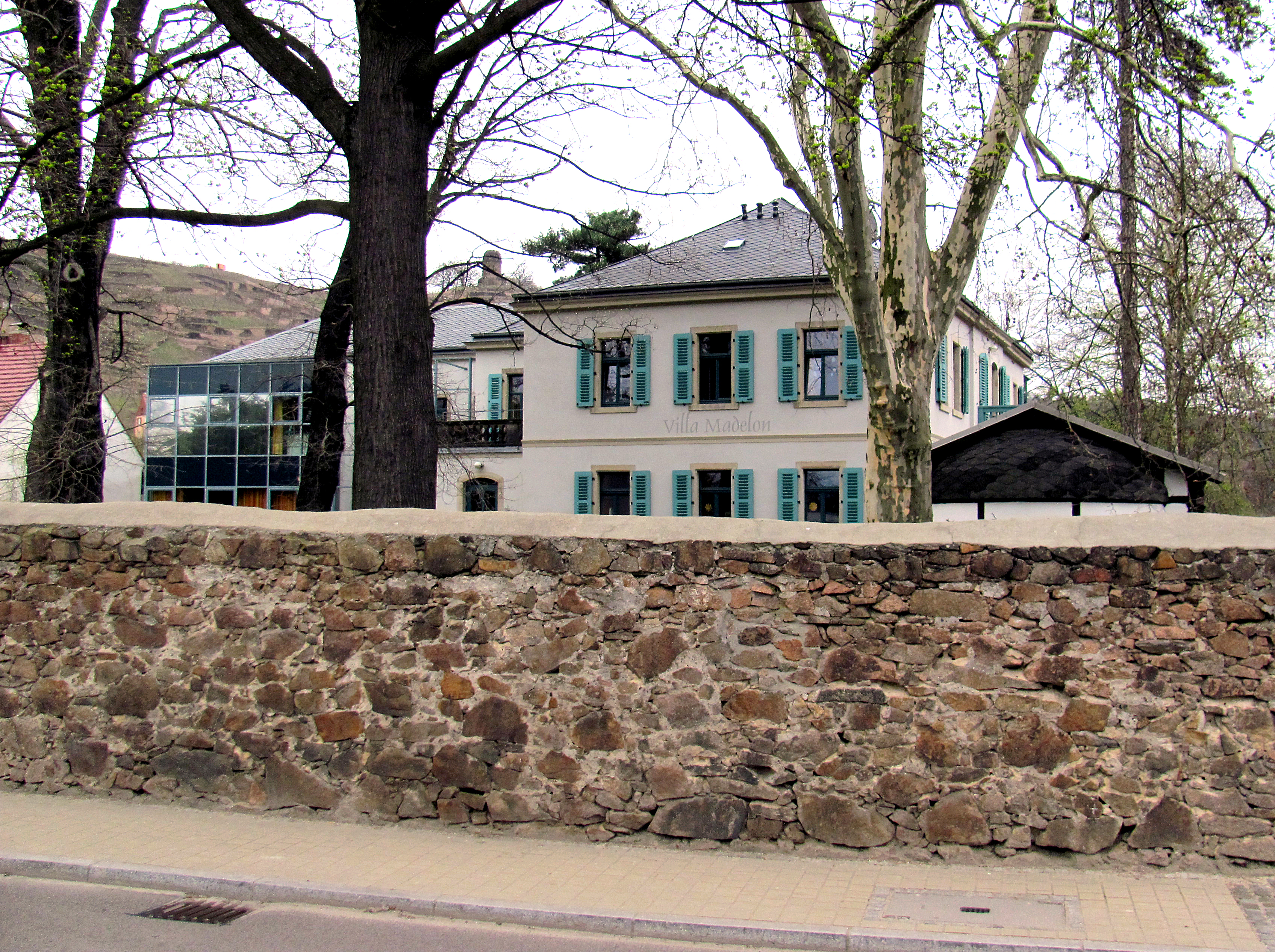
Haus Sydow, auch Villa Madelon

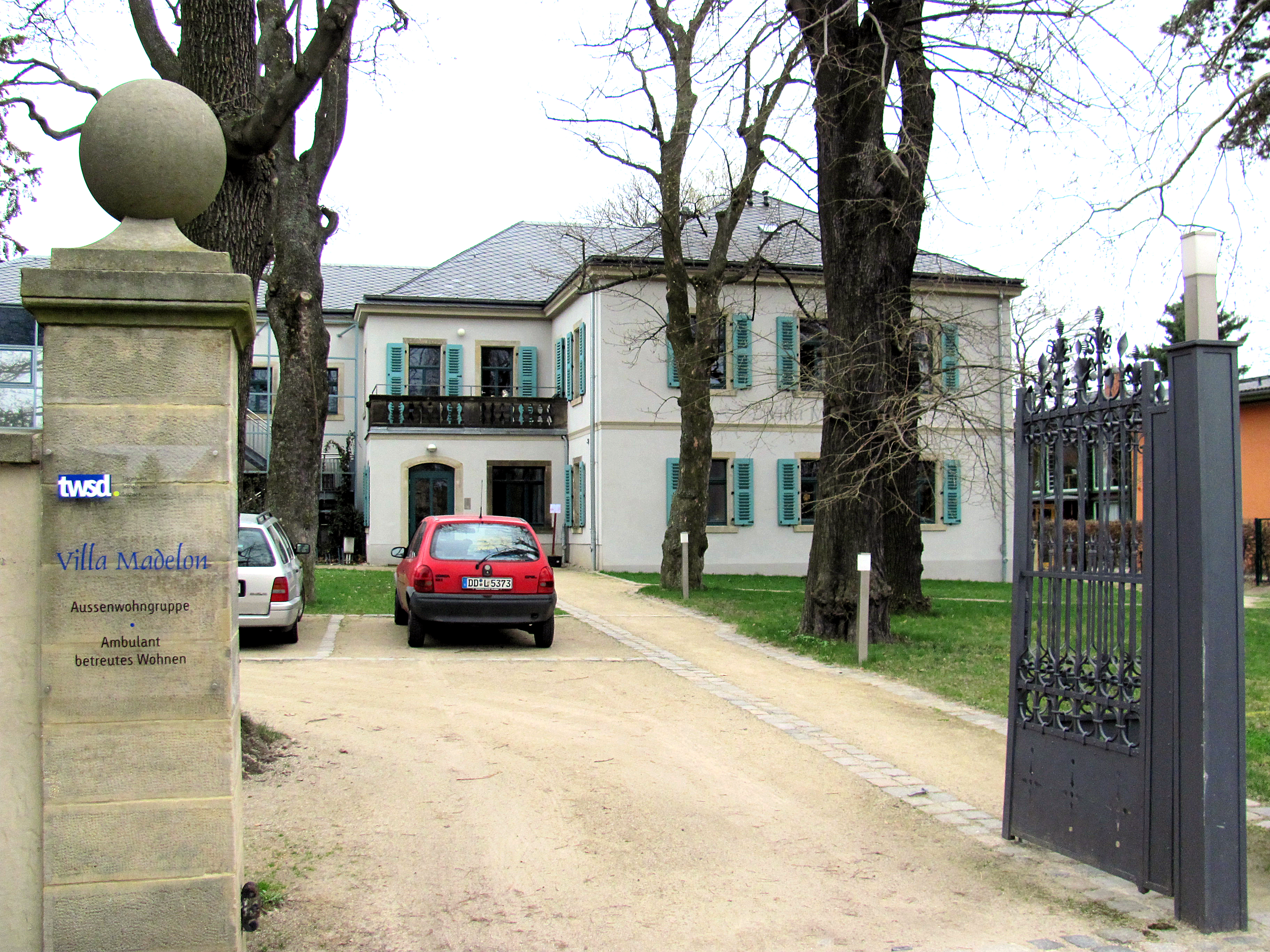
Haus Sydow, auch Villa Madelon

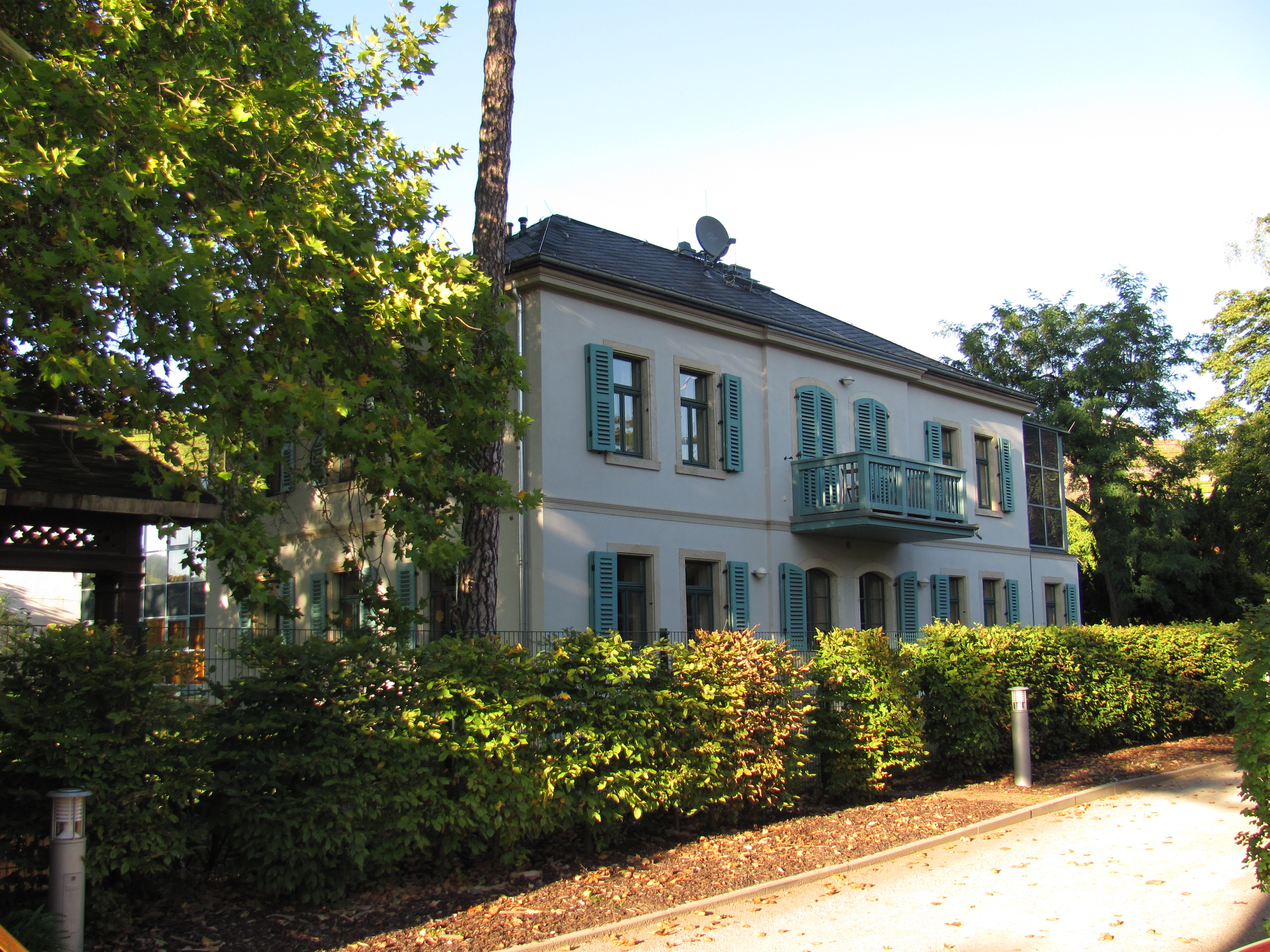
Haus Sydow: Seitenansicht

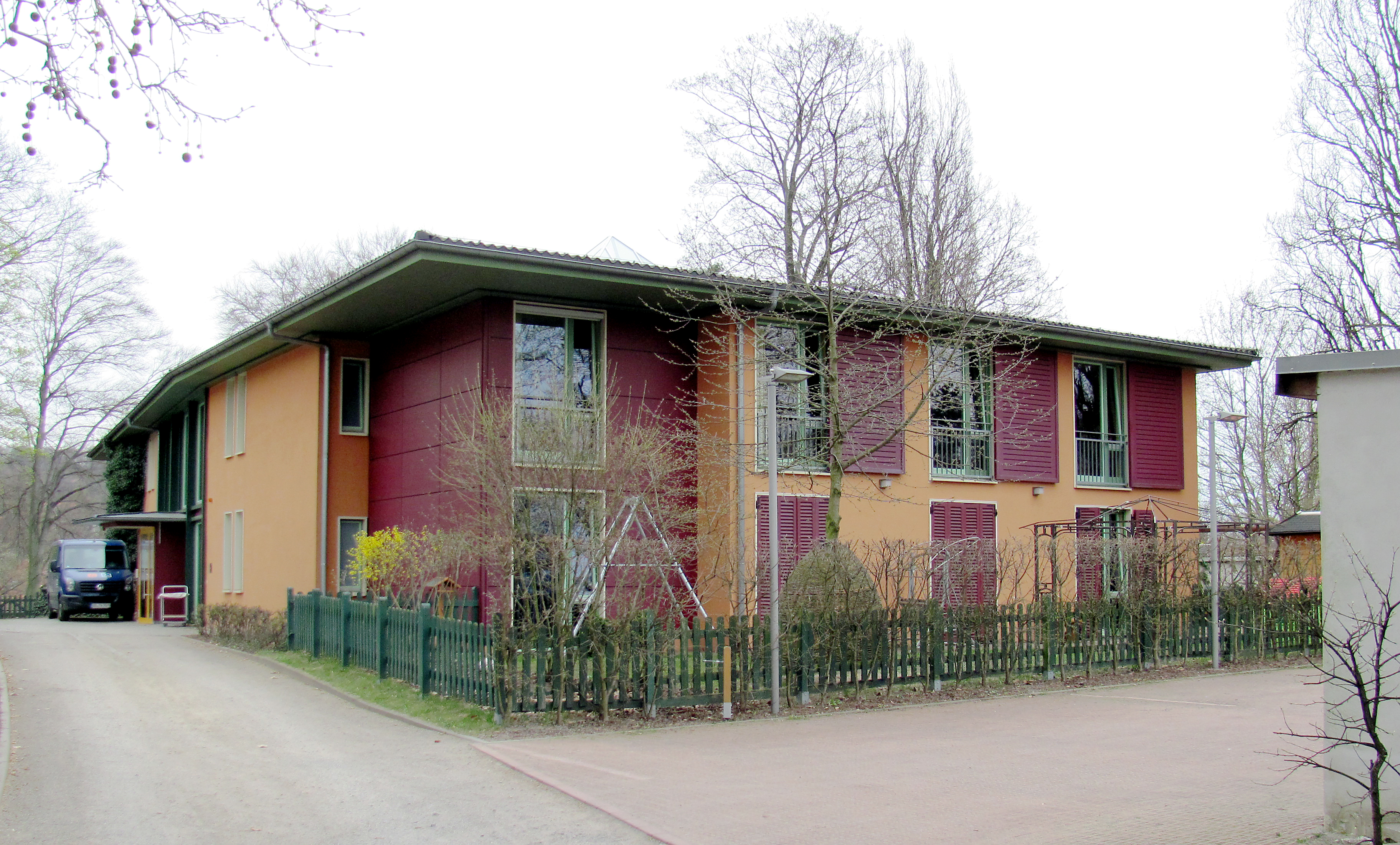
Kinderheim Paradiesstraße 36

## Beschreibung
Das mit seiner Einfriedung und der Toreinfahrt unter Denkmalschutz stehende Landhaus ist ein zweigeschossiges Wohngebäude mit einem flachen Walmdach. Der nach links abknickende L-förmige Grundriss des Haupthauses wird durch den sich nach links anschließenden Seitenflügel verlängert.
Auf der Rückseite des Hauses, im Osten, steht ein dreiachsiger Risalit mit einem Dreiecksgiebel, platziert an der rechten Gebäudekante des Hauptbaus am Übergang zum Seitenflügel. Der Gebäudeeingang befindet sich auf der Straßenseite in einem Vorbau mit Austritt obenauf, geschützt durch eine Balustrade, im Winkel zum Seitenflügel.
Das Landhaus ist schlicht verputzt, die Fenster werden durch einfache Sandsteingewände gefasst und teilweise von Klappläden begleitet. Im Inneren ist das Interieur der Zeit um 1910 erhalten.
In der Grundstücksmauer befinden sich Torpfeiler mit Abdeckplatte und jeweils einer Kugel als Bekrönung. Auf der Grundstücksgrenze steht eine gemauerte und verputzte Gartenlaube mit einem flachen Satteldach.
Auf der sich ursprünglich im Süden erstreckenden Gartenfläche errichtete der Bauherr, das Trägerwerk Soziale Dienste in Sachsen e. V., in den Jahren 1988/2000 als Neubau ein Kinderheim, dessen Gestaltung im Jahr 2000 mit dem Radebeuler Bauherrenpreis gewürdigt wurde.

## Geschichte
In der Villa Sommariva (Katasternummer 41) wohnte 1869 der Rentier Eduard Müller. 1915 war dort Baronin Marie von Locella (1855–1935), verwitwete Professorenfrau, eingetragen.
Das Gebäude wurde 1852 erbaut und in den Jahren 2005/2006 umfassend saniert. Das Gebäude stand bereits zu DDR-Zeiten unter Denkmalschutz. Einer der Häusernamen geht zurück auf Hans-Leopold von Sydow (1. Oktober 1867–8. Februar 1942), der auf dem Friedhof Radebeul-West beerdigt ist. Dieser wohnte noch 1939 in dem Haus, als es jedoch schon im Eigentum des Elektrizitätsverbands Gröba war.